# Girl, So Confusing
«Girl, So Confusing» es una canción de la cantante británica Charli XCX de su sexto álbum de estudio Brat (2024). Escribió la canción con el productor inglés A. G. Cook, quien también ayudó en su producción, y la lanzó a través de Atlantic Records. «Girl, So Confusing», una canción indie dance con influencias glitch, está construida sobre voces Auto-Tune cantadas y habladas y una línea de bajo palpitante. Trata sobre la tensa relación de Charli XCX con otra mujer música.
Tras su lanzamiento, fanáticos y críticos especularon sobre el tema de la canción; muchos creyeron que se trataba de la cantante japonesa-británica Rina Sawayama, la cantante inglesa Marina Diamandis o la cantante neozelandesa Lorde. Charli XCX confirmó más tarde en una entrevista de perfil con Billboard que esta última artista sirvió como musa detrás del tema de la canción.
El 21 de junio de 2024 se lanzó una remezcla con Lorde. Se basa en la letra de la canción original y ofrece una respuesta de Lorde, quien habla de sus propias inseguridades. La remezcla recibió elogios universales de los críticos musicales, y muchos elogiaron sus letras y temas. Ocupó un lugar destacado en los listículos de fin de año: Exclaim! y The Independent colocaron la remezcla en el primer puesto de sus respectivas listas. En términos comerciales, la remezcla se ubicó en el top 40 en Nueva Zelanda y el Reino Unido, y alcanzó posiciones medias en Australia, Canadá y Estados Unidos. Recibió una certificación de oro de Music Canada (MC).

## Antecedentes
Charli XCX adelantó por primera vez «Girl, So Confusing» en una entrevista de febrero de 2024 con The Face. Shaad D'Souza luego escribió que la canción «seguramente sobrecargará los servidores de DeuxMoi y Discord» ya que «encuentra a Charli cantando sobre la tensa relación que tiene con una artista femenina anónima». Más tarde aclaró en su cuenta de TikTok que Brat no contenía ninguna «diss track», con la excepción del sencillo principal del álbum, «Von Dutch» (2024). La cantante escribió la canción como una forma de explorar las relaciones matizadas y complejas que se espera que las artistas pop femeninas mantengan entre sí cuando están en el centro de atención.
Tras el lanzamiento de Brat, Mey Rude de Out informó sobre las especulaciones de los fanes de que la canción podría ser sobre la cantante japonesa -inglesa Rina Sawayama, la cantante galesa Marina Diamandis o la cantante neozelandesa Lorde. Charli XCX y Sawayama colaboraron en la canción de 2022 «Beg for You», del quinto álbum de estudio de Charli XCX, Crash (2022). Al año siguiente, se informó que la relación de la pareja se dañó debido a una disputa entre Sawayama y el líder de The 1975, Matty Healy. Charli XCX está comprometida con el baterista de The 1975, George Daniel. Se especuló que la «chica» en el título de la canción era una referencia al segundo álbum de estudio de Sawayama, Hold the Girl (2022).
Charli XCX y Diamandis colaboraron en 2013 en «Just Desserts», un sencillo independiente utilizado para promocionar The Lonely Hearts Club Tour de Diamandis, con Charli XCX actuando como telonera. En 2016, Charli XCX lanzó una serie de fotografías con temática de frutas, tomadas por la fotógrafa Charlotte Rutherford, para una campaña publicitaria con la compañía de fragancias británica Impulse. Diamandis, que había trabajado anteriormente con Rutherford, escribió en la cuenta de Instagram de Charli XCX: This Froot looks familiar («Este Froot me resulta familiar»), lo que se convirtió en una frase meme. Charli XCX respondió, afirmando que no usó las obras de arte de Diamandis como inspiración para la campaña publicitaria ya que no conocía las ilustraciones, pero confesó que después de ver las imágenes, compartían similitudes con la sesión de fotos de Diamandis. En un comentario publicado en la cuenta de Instagram 360_brat de Charli XCX en 2023, Charli declaró que se sentía «realmente herida, molesta y confundida» por la decisión de Diamandis de responder públicamente a la situación, lo que generó más especulaciones de que el tema de «Girl, So Confusing» era Diamandis.
Lorde experimentó un gran éxito después de lanzar su sencillo debut «Royals» y su álbum debut Pure Heroine en 2013. Los medios de comunicación compararon las características físicas y estéticas de la artista con las de Charli, quien también lanzó su álbum debut True Romance ese mismo año y alcanzó el éxito comercial con su colaboración de 2012 «I Love It» con el dúo sueco de synth pop Icona Pop. En una entrevista de 2014, Charli XCX fue confundida con Lorde cuando el entrevistador le preguntó sobre la inspiración para «su» canción «Royals». Charli XCX no corrigió al entrevistador, sino que siguió el juego y respondió la pregunta. Esto más tarde inspiró un meme que duró una década comparando a las dos cantantes. En una entrevista de mayo de 2024 con Rolling Stone UK, Charli XCX reveló que inicialmente había sentido envidia de Lorde y su éxito comercial con «Royals» y comparó sus rasgos físicos con los de Lorde. Sin embargo, confesó que sus diferentes estilos musicales le habían hecho creer que eran «dos personas completamente diferentes» y que pensaba así debido a inseguridades sobre su propio trabajo.

## Composición y letra
«Girl, So Confusing» ha sido descrita como una canción indie dance influenciada por glitches construida sobre voces Auto-Tune cantadas y habladas y una línea de bajo palpitante. La escritora de The New York Times, Lindsay Zoladz, escribió que la producción tenía un «ritmo iluminado con luces estroboscópicas», mientras que Meaghan Garvey de Pitchfork calificó la canción como «brillante» y «sucia». El editor de PopMatters, Nick Malone, comparó la voz de Charli XCX con la de la cantante franco-estadounidense Uffie, describiéndola como de «timbre ronco» antes de convertirse en «espirales inimaginablemente pegadizos». Hannah Mylrea de NME comparó su producción con el mixtape hyperpop de Charli XCX de 2017, Pop 2. El escritor de Consequence, Paolo Ragusa, señaló que las muestras vocales de «Girl!»" con un tono más alto suenan «alegres y desanimadas». Según Ryan Bulbeck de Renowned for Sound, la canción incorpora sintetizadores distorsionados y coros agudos.
Tras su lanzamiento, la canción fue ampliamente discutida por los medios de comunicación debido a su temática. La letra, Think you should come to my party / And put your hands up («Creo que deberías venir a mi fiesta / Y levantar las manos») fue interpretada como una respuesta al sencillo de Lorde de 2013, «Team», donde canta, I'm kind of over gettin' told to throw my hands up in the air / So there («Estoy un poco harta de que me digan que levante las manos al aire / Así que ahí»). La línea You're all about writing poetry («Lo tuyo es escribir poesía») fue vista como una referencia a la composición de canciones poética y el tema del álbum Melodrama de Lorde, «Writer in the Dark» (2017). Exclaim! describió la canción como «un poco mezquina, un poco dulce, valientemente vergonzosa y combativa». Durante una entrevista con Matt Rogers y Bowen Yang para su pódcast Las Culturistas, Charli XCX afirmó que si bien respeta la creciente relación de compañerismo entre artistas femeninas en la música pop, también ve los matices entre dichas relaciones: «No creo que te conviertas en una mala feminista si no te llevas bien con todas las mujeres. Esa no es la naturaleza de los seres humanos. Hay una competitividad entre nosotras. Hay envidia. Hay camaradería. Hay todas estas dinámicas diferentes».

## Rendimiento comercial
«Girl, So Confusing» alcanzó el puesto número 28 en la lista de sencillos del Reino Unido. La canción estuvo en las listas durante cinco semanas. Debutó en el puesto número 63 en el Billboard Hot 100 de Estados Unidos y se mantuvo en la lista durante dos semanas. Alcanzó el puesto número 3 en la lista Hot Dance/Electronic Songs y se ubicó en el número 17 en su lista de fin de año. En las listas auxiliares Dance/Electronic Streaming Songs y Dance/Electronic Digital Song Sales de Billboard, la canción alcanzó el puesto número dos, detrás de la colaboración de 2024 del DJ estadounidense Marshmello y el cantante estadounidense Kane Brown, «Miles on It». Se convirtió en el sencillo con mejor clasificación para ambos artistas. En el Canadian Hot 100, la canción alcanzó el puesto número 57 y se mantuvo en la lista durante dos semanas. La canción alcanzó el puesto número 50 en las listas ARIA. Alcanzó el puesto número 59 en la lista Billboard Global 200. En Nueva Zelanda, la canción alcanzó el puesto número 24. Recibió una certificación de oro de Music Canada (MC) por ventas de 40 000 unidades.

## Remezcla con Lorde

### Antecedentes y lanzamiento
Charli XCX intentó comunicarse con Lorde para una colaboración durante casi un año, pero no tuvo éxito en reunirse con la cantante para escribir material.  En una entrevista con Billboard, afirmó que esto «hablaba de la narrativa de la canción en sí». Un día antes de lanzar Brat, Charli XCX le envió a Lorde una nota de voz explicando que ella era la inspiración detrás de la canción. Ella le reveló al DJ de radio de Nueva Zelanda Zane Lowe en su programa Apple Music 1 que estaba preparada para que Lorde «nunca más le hablara». Debido a las diferencias de zona horaria entre Charli y Lorde, que reside en Nueva Zelanda, escuchó la canción antes de recibir el mensaje de Charli. Sin embargo, Lorde respondió de inmediato, se disculpó por sus acciones y sugirió participar en un remezcla de la canción. Charli XCX reveló que la remezcla tardó 3 días en materializarse.
Tras el lanzamiento de Brat, Lorde elogió el álbum en sus Historias de Instagram, revelando que era el «único álbum que [ella] había guardado previamente». El 11 de junio de 2024, Lorde asistió al espectáculo de Charli XCX en el Teatro Paramount de Brooklyn. Charli XCX anunció una colaboración con Lorde el 20 de junio de 2024 contratando a un equipo de pintores de casas que pintaron el nombre de Lorde en una pared blanca ubicada en Greenpoint (Brooklyn). Al día siguiente se lanzó ua remezcla de la canción con Lorde. La remezcla fue incluida como la décima pista en su primer álbum de remezclas, Brat and It's Completely Different but Also Still Brat. Las dos interpretaron la remezcla en el show Sweat de Charli XCX y Troye Sivan en el Madison Square Garden.
Lorde afirmó que escribir su verso para la remezcla la llevó a sentir una «profunda empatía» por Charli XCX, pero una «malinterpretación» con un sentido de urgencia de «arreglarlo» entre los dos. La cantante también le da crédito a Charli XCX por abrir un «canal» entre ellas y permitirle decir cosas que no había dicho antes. Después de que se lanzó la remezcla, Charli XCX publicó una captura de pantalla del mensaje de texto de Lorde en el que le envió a Charli la totalidad de su verso, a lo que Charli respondió: Fucking hell («Joder»).

### Temas e interpretación lírica
La remecla amplía la discusión de la canción original sobre la dinámica compleja y competitiva dentro de las amistades femeninas, los celos, las inseguridades, y la rivalidad, y proporciona una respuesta de Lorde, quien explora sus luchas con la percepción corporal, los trastornos alimentarios, y la confianza en sí misma en sus versos. Los críticos describieron los versos de Lorde como «honestos», «vulnerables», y «catárticos». Clash declaró que la remezcla era una «inversión» del original, llamándolo una «celebración de la energía femenina y una condena de los aspectos que separan a las mujeres». De manera similar, Exclaim! señaló que la remezcla reformuló el «monólogo nervioso [de la canción original] en un diálogo curativo y sorprendentemente conmovedor entre dos estrellas pop alternativas que se han enfrentado entre sí» desde sus años de adolescencia. The New York Times describió la letra como «una toma de riesgos mutuamente desordenada, un ajuste de cuentas honesto con los espejos de la casa de la risa de la fama y una resolución de conflictos con la que se puede bailar».

### Recepción crítica
Tras su lanzamiento, la canción recibió elogios universales de los críticos musicales, muchos de los cuales elogiaron la letra y los temas de la canción, calificándola como uno de los momentos de la cultura pop más importantes del año. Jason P. Frank y Alejandra Gularte de Vulture escribieron que el verso de Lorde «encaja directamente en el mundo de Brat» debido a su honestidad. Jeremy D. Larson de Pitchfork le otorgó a la canción su distinción de Mejor Canción Nueva, calificándola como un «encuentro de mentes, dos grandes estrellas del pop siendo vulnerables y conscientes de sí mismas mientras crean un momento decisivo en el pop en el proceso». El escritor de Clash Robin Murray lo calificó como un hito y revelador, otorgándole una puntuación de 9 sobre 10. La editora de The New York Times, Lindsay Zoladz, lo calificó como un momento refrescante, mientras que Kaelen Bell de Exclaim! lo seleccionó como una de las recomendaciones del personal de la publicación, afirmando que fue un «momento decisivo» en medio de la «terapia anodina y el empoderamiento tenso» prevaleciente en la «última década de la música pop». De manera similar, Derrick Rossignol de Uproxx le otorgó a la canción su distinción de Mejor Nuevo Pop, mientras que el escritor de The Guardian Alim Kheraj la llamó el momento pop más poderoso del año.
La canción fue elogiada aún más por los críticos musicales luego del lanzamiento del álbum de remezclas de Brat, Brat and It's Completely Different but Also Still Brat. AP News, Dazed, y DIY clasificaron la canción como la mejor canción del álbum de remezclas. Billboard lo clasificó en el quinto lugar en su ranking de canciones del álbum de remezclas, y Katie Bain afirmó que la canción ayudó a «sacar a la luz las verdaderas confesiones de grandes estrellas como Ariana Grande y Matty Healy de The 1975». La remezcla ganó el Premio de Música Popjustice £20 2024, un premio que reconoce al mejor sencillo pop británico del año. La remezcla ocupó el puesto número uno en una encuesta de lectores publicada por Pitchfork.
| Crítico/Organización | Ranking | Año publicado |
| -------------------- | ------- | ------------- |
| Business Insider     | 1       | 2024          |
| Exclaim!             | 1       | 2024          |
| The Independent      | 1       | 2024          |
| The New York Times   | 2       | 2024          |
| The Guardian         | 3       | 2024          |
| Consequence          | 3       | 2024          |
| NME                  | 4       | 2024          |
| Billboard            | 6       | 2024          |
| Pitchfork            | 9       | 2024          |
| Rolling Stone        | 9       | 2024          |

| Crítico/Organización | Ranking | Año publicado |
| -------------------- | ------- | ------------- |
| Paste                | 16      | 2024          |
| Pitchfork            | 25      | 2024          |

## Posicionamiento en listas
| Listas (2024)                               | Mejor posición |
| ------------------------------------------- | -------------- |
| Australia (ARIA)                            | 50             |
| Australia Dance (ARIA)                      | 3              |
| Estados Unidos (Hot Dance/Electronic Songs) | 24             |
| Irlanda (IRMA)                              | 26             |
| Reino Unido (UK Singles Chart)              | 28             |

| Listas (2024)                               | Mejor posición |
| ------------------------------------------- | -------------- |
| Australia (ARIA)                            | 50             |
| Canadá (Canadian Hot 100)                   | 57             |
| Global 200 (Billboard)                      | 59             |
| Grecia Internacional (IFPI)                 | 99             |
| Estados Unidos (Billboard Hot 100)          | 63             |
| Estados Unidos (Hot Dance/Electronic Songs) | 3              |
| Nueva Zelanda (Recorded Music NZ)           | 24             |

| Listas (2024)                                         | Posición |
| ----------------------------------------------------- | -------- |
| Estados Unidos Hot Dance/Electronic Songs (Billboard) | 17       |

## Certificaciones
| País                  | Certificación | Ventas |
| --------------------- | ------------- | ------ |
| Canadá (Music Canada) | oro           | 40.000 |